# Мизил
Мизил (рум. Mizil) град је у у средишњем делу Румуније, у историјској покрајини Влашка. Мизил је важан град у округу Прахова.
Мизил према последњем попису из 2002. године је имао 15.760 становника.

## Географија
Град Мизил налази се у северном делу покрајине Влашке. Од седишта државе, Букурешта, Мизил је удаљен око 85 км северно.
Град се образовао у области североисточне Влашке низије, а подно Карпата, на приближно 120 метара надморске висине.

## Становништво
У односу на попис из 2002., број становника на попису из 2011. се смањио.
| 1966.  | 1977.  | 1992.  | 2002.  | 2011.  |
| ------ | ------ | ------ | ------ | ------ |
| 10.334 | 13.189 | 17.090 | 17.075 | 14.312 |

Румуни чине већину (87%) градског становништва Мизила, а од мањина у значајном постотку присутни су само Роми (12%).

## Галерија
- Православна црква у румунском националном стилу
- Железничка станица у Мизилу